# Zsolt Németh (schermidore)
Zsolt Németh (Budapest, 19 luglio 1963) è un ex schermidore ungherese, vincitore di una medaglia d'oro ai campionati europei di scherma.